# Olmiïta
L'olmiïta és un mineral de la classe dels silicats. Rep el seu nom de Filippo Olmi, del CNR, el Centre di Studio per la Minerogenesi ela Geochimica Applicata de Florència, Itàlia.

## Característiques
L'olmiïta és un silicat de fórmula química CaMn[SiO₃(OH)](OH). Va ser aprovada com a espècie vàlida per l'Associació Mineralògica Internacional l'any 2006. Cristal·litza en el sistema ortoròmbic. La seva duresa a l'escala de Mohs oscil·la entre 5 i 5,5. És l'anàleg de la poldervaartita amb Mn2+ dominant.
Segons la classificació de Nickel-Strunz, l'olmiïta pertany a «9.AF - Nesosilicats amb anions addicionals; cations en [4], [5] i/o només coordinació [6]» juntament amb els següents minerals: sil·limanita, andalucita, kanonaïta, cianita, mullita, krieselita, boromullita, yoderita, magnesiostaurolita, estaurolita, zincostaurolita, topazi, norbergita, al·leghanyita, condrodita, reinhardbraunsita, kumtyubeïta, hidroxilcondrodita, humita, manganhumita, clinohumita, sonolita, hidroxilclinohumita, leucofenicita, ribbeïta, jerrygibbsita, franciscanita, örebroïta, welinita, el·lenbergerita, sismondita, magnesiocloritoide, ottrelita i poldervaartita.

## Formació i jaciments
És un producte d'alteració hidrotermal. Va ser descoberta a la mina N'Chwaning II, a Kuruman, al camp de manganès del Kalahari (Cap Septentrional, Sud-àfrica). Al mateix país també ha estat trobada a les mines N'Chwaning III i Wessels. També ha estat descrita a Långban, al municipi de Filipstad (Suècia). Són els únics indrets on ha estat trobada aquesta espècie mineral.